# سرنوشت (فیلم ۱۹۴۴)
سرنوشت (انگلیسی: Destiny) یک فیلم به کارگردانی ژولین دوویویه است که در سال ۱۹۴۴ منتشر شد.